# Rafael Enrique Pérez
Rafael Enrique Pérez  (Cartagena, Bolívar, Colombia; 9 de enero de 1990) es un futbolista colombiano . Juega como defensa en  Unión Magdalena de la Categoría Primera A de Colombia.

## Estadísticas
| Club                              | Div                 | Temporada           | Liga  | Liga  | Copa Nacional | Copa Nacional | Copa Internacional | Copa Internacional | Total | Total |
| Club                              | Div                 | Temporada           | Part. | Goles | Part.         | Goles         | Part.              | Goles              | Part. | Goles |
| --------------------------------- | ------------------- | ------------------- | ----- | ----- | ------------- | ------------- | ------------------ | ------------------ | ----- | ----- |
| Real Cartagena · Colombia         | 1ª                  | 2008                | 14    | 0     | 4             | 0             | -                  | -                  | 18    | 0     |
| Real Cartagena · Colombia         | 1ª                  | 2009                | 10    | 0     | 0             | 0             | -                  | -                  | 10    | 0     |
| Real Cartagena · Colombia         | 1ª                  | 2010                | 29    | 1     | 0             | 0             | -                  | -                  | 29    | 1     |
| Real Cartagena · Colombia         | 1ª                  | 2011                | 29    | 1     | 5             | 0             | -                  | -                  | 34    | 1     |
| Real Cartagena · Colombia         | Total               | Total               | 82    | 2     | 9             | 0             | 0                  | 0                  | 91    | 2     |
| Chongqing Lifan China             | 1ª                  | 2012                | 23    | 1     | 0             | 0             | -                  | -                  | 23    | 1     |
| Chongqing Lifan China             | Total               | Total               | 23    | 1     | 0             | 0             | 0                  | 0                  | 23    | 1     |
| Independiente Medellín · Colombia | 1ª                  | 2013                | 14    | 0     | 10            | 2             | -                  | -                  | 24    | 2     |
| Independiente Medellín · Colombia | Total               | Total               | 14    | 0     | 10            | 2             | 0                  | 0                  | 24    | 2     |
| Santa Fe · Colombia               | 1ª                  | 2014                | 5     | 0     | 0             | 0             | 1                  | 0                  | 6     | 0     |
| Santa Fe · Colombia               | Total               | Total               | 5     | 0     | 0             | 0             | 1                  | 0                  | 6     | 0     |
| Portuguesa · Brasil               | 2ª                  | 2014                | 2     | 0     | 0             | 0             | -                  | -                  | 2     | 0     |
| Portuguesa · Brasil               | Total               | Total               | 2     | 0     | 0             | 0             | 0                  | 0                  | 2     | 0     |
| Litex Lovech Bulgaria             | 1ª                  | 2014-15             | 13    | 0     | 2             | 0             | -                  | -                  | 15    | 0     |
| Litex Lovech Bulgaria             | 1ª                  | 2015-16             | 19    | 1     | 2             | 0             | 2                  | 0                  | 23    | 1     |
| Litex Lovech Bulgaria             | Total               | Total               | 32    | 1     | 4             | 0             | 2                  | 0                  | 38    | 1     |
| CSKA Sofía Bulgaria               | 1ª                  | 2016-17             | 16    | 1     | 1             | 0             | -                  | -                  | 17    | 1     |
| CSKA Sofía Bulgaria               | Total               | Total               | 16    | 1     | 1             | 0             | 0                  | 0                  | 17    | 1     |
| Junior · Colombia                 | 1ª                  | 2017                | 15    | 1     | 5             | 0             | 8                  | 0                  | 28    | 1     |
| Junior · Colombia                 | 1ª                  | 2018                | 30    | 0     | 1             | 0             | 18                 | 1                  | 49    | 1     |
| Junior · Colombia                 | 1ª                  | 2019                | 38    | 0     | 5             | 0             | 5                  | 0                  | 48    | 0     |
| Junior · Colombia                 | 1ª                  | 2024                | 12    | 0     | 1             | 0             | 1                  | 0                  | 14    | 0     |
| Junior · Colombia                 | Total               | Total               | 95    | 1     | 12            | 0             | 32                 | 1                  | 139   | 2     |
| Talleres Argentina                | 1ª                  | 2019-20             | 5     | 0     | -             | -             | -                  | -                  | 5     | 0     |
| Talleres Argentina                | 1ª                  | 2020-21             | 11    | 0     | 1             | 0             | 5                  | 0                  | 17    | 0     |
| Talleres Argentina                | 1ª                  | 2021                | 37    | 2     | 6             | 0             | -                  | -                  | 43    | 2     |
| Talleres Argentina                | 1ª                  | 2022                | 32    | 0     | 6             | 0             | 9                  | 0                  | 47    | 0     |
| Talleres Argentina                | Total               | Total               | 85    | 2     | 13            | 0             | 14                 | 0                  | 112   | 2     |
| San Lorenzo Argentina             | 1ª                  | 2023                | 37    | 1     | 5             | 1             | 10                 | 0                  | 52    | 2     |
| San Lorenzo Argentina             | Total               | Total               | 37    | 1     | 5             | 1             | 10                 | 0                  | 52    | 2     |
| Total en su carrera               | Total en su carrera | Total en su carrera | 391   | 9     | 54            | 3             | 59                 | 1                  | 504   | 13    |

## Palmarés

### Torneos nacionales
| Título        | Equipo         | País     | Año     |
| ------------- | -------------- | -------- | ------- |
| Primera B     | Real Cartagena | Colombia | 2008    |
| Copa Colombia | Junior         | Colombia | 2017    |
| Primera A     | Junior         | Colombia | 2018-II |
| Superliga     | Junior         | Colombia | 2019    |
| Primera A     | Junior         | Colombia | 2019-I  |

### Distinciones individuales
| Distinción                      | Equipo | Año  |
| ------------------------------- | ------ | ---- |
| Jugador del año (Acord Bolívar) | Junior | 2018 |
| Equipo ideal de la DIMAYOR      | Junior | 2018 |
| Once ideal del año - Acolfutpro | Junior | 2018 |